# Alexis Lichine
Alexis Lichine (* 1913 in Moskau; † 1. Juni 1989 bei Bordeaux) war ein US-amerikanischer Weinhändler und Sachbuchautor. Er bewirtschaftete die traditionsreichen Weingüter Château Prieuré-Lichine und Château Lascombes im Weinbaugebiet Médoc. Lichine trug maßgeblich dazu bei, französische Weine in den Vereinigten Staaten beliebt zu machen.

## Leben
Alexis Lichine war Sohn eines wohlhabenden Geschäftsmannes. Er wuchs in New York und Paris auf, wo er die Schule abschloss. Nach einigen Jahren kehrte er nach New York zurück und arbeitete nach Aufhebung der Prohibition in einem Weingeschäft. Hier lernte er Frank Schoonmaker kennen, einen Autor von Weinfachbüchern. Sie wurden Partner und betrieben zusammen den Weinimport aus Frankreich.
1951 kaufte er das abgewirtschaftete Weingut „Château Prieuré-Cantenac“, das er unter dem neuen Namen Château Prieuré-Lichine wieder aufbaute. Vier Jahre später gelang es ihm, zusammen mit David Rockefeller und Paul Manheim, das weithin bekannte Château Lascombes zu erwerben.
1955 gründete Lichine in Frankreich das Unternehmen „Alexis Lichine & Company“, das er aber schon 1966 wieder an den britischen Brauereikonzern Brass-Charrington verkaufte. In den folgenden Jahren schrieb er mehrere Fachbücher, die vor allem in den USA große Anerkennung fanden. 1976 nahm er an der Weinjury von Paris teil.
Alexis Lichine starb 1989 auf seinem Weingut Château Prieuré-Lichine nach mehrmonatiger Krankheit an Krebs. Er hinterließ seinen Sohn Sascha, der seitdem die Geschäfte seines Vaters weiterführt.

## Publikationen
- Wines of France, 1951
- Guide to Wines and Vineyards of France, 1967
- Encyclopaedia of Wines and Spirits, 1967
- Vins er Vignobles de France, 1979